# Portret Matthiasa Allué
Portret Matthiasa Allué lub Portret eklezjasty – obraz olejny dawniej przypisywany hiszpańskiemu malarzowi Franciscowi Goi (1746–1828), znajdujący się w zbiorach Muzeum Goi w Castres.
Autorstwo domniemanego portretu Matthiasa Allué zostało przypisane Franciscowi Goi w katalogu Xaviera Desparmet Fitz-Gerarda, który datuje obraz na lata 1780–1781. Jego opinię podzielał także francuski historyk sztuki Jean Laran. Nie są znane inne podobizny Allué, z którymi można by porównać portret z Castres.
Kanonik Matías Allué Borruel był głównym zarządcą prac dekoracyjnych prowadzonych w bazylice Nuestra Señora del Pilar w Saragossie, rodzinnym mieście malarza. Goya namalował w tej świątyni dwa freski: Anioły adorujące Imię Boże w 1772 i Matkę Boską Królową Męczenników w 1780. Pierwszy fresk Goi odniósł sukces, ale styl malarski późniejszego fresku w kopule, oparty na szybkich, przypominających szkic pociągnięciach pędzla, nie odpowiadał dominującym gustom klasycystycznym i wywołał wiele kontrowersji. Pod wpływem skarg malarza Francisca Bayeu Mathias Allué listownie zakomunikował Goi niezadowolenie rady katedralnej z jego pracy. Przejął także od Bayeu nadzór nad pracą Goi. Ta sytuacja była dla malarza afrontem, dlatego szukał poparcia dla swojego dzieła wśród autorytetów w stolicy. Ostatecznie rada zaakceptowała nowe szkice Goi do pendentywów przy kopule. Zachowała się korespondencja z tego okresu między Goyą a Allué, w wyniku której zarówno malarz, jak i kanonik prawdopodobnie czuli się urażeni.

## Proweniencja
Portret trafił do Muzeum Goi w Castres w 1911 jako dzieło nieznanego malarza. Wiadomo, że nie pochodzi z prywatnej kolekcji malarza Marcela Briguiboula, w przeciwieństwie do pozostałych dzieł Goi w kolekcji muzeum.